# Ungheria ai X Giochi olimpici invernali
L'Ungheria partecipò ai X Giochi olimpici invernali, svoltisi a Grenoble, Francia, dal 6 al 18 febbraio 1968, con una delegazione di 10 atleti impegnati in quattro discipline.